# La muerte de Girardot en Bárbula
El cuadro La muerte de Girardot en Bárbula es una obra pictórica del venezolano Cristóbal Rojas, la primera de importancia del pintor de 25 años natural de Cúa (Venezuela). Es un óleo sobre tabla de lienzo de 287 x 217 cm, pintado en 1883 para concursar en la Exposición Nacional del «Salón del Centenario» con motivo del centenario del nacimiento de Simón Bolívar. El jurado del concurso, presidido por Ramón de la Plaza le concedió a Rojas el segundo puesto por su pintura junto con la obra Entrega de la bandera del Numancia al batallón sin nombre por Arturo Michelena. El primer puesto fue galardonado a una obra de Martín Tovar y Tovar. El gobierno del entonces presidente de Venezuela Antonio Guzmán Blanco adquirió el cuadro por 8.000 bolívares y le concedió a Rojas una beca de 50 pesos al mes para estudiar en París. 

## Tema
La pintura representa la muerte del prócer colombiano Atanasio Girardot quien fue abatido por tropas realistas el 30 de septiembre de 1813, cuando trataba de fijar la bandera nacional en territorio conquistado a Domingo Monteverde durante la Batalla de Bárbula. El estilo es diferente del que Rojas seguiría en su carrera y se cree que fue influenciado por Martín Tovar y Tovar para realizarla. Actualmente la pintura se exhibe en el Museo Bolivariano de Caracas.

## Curiosidades

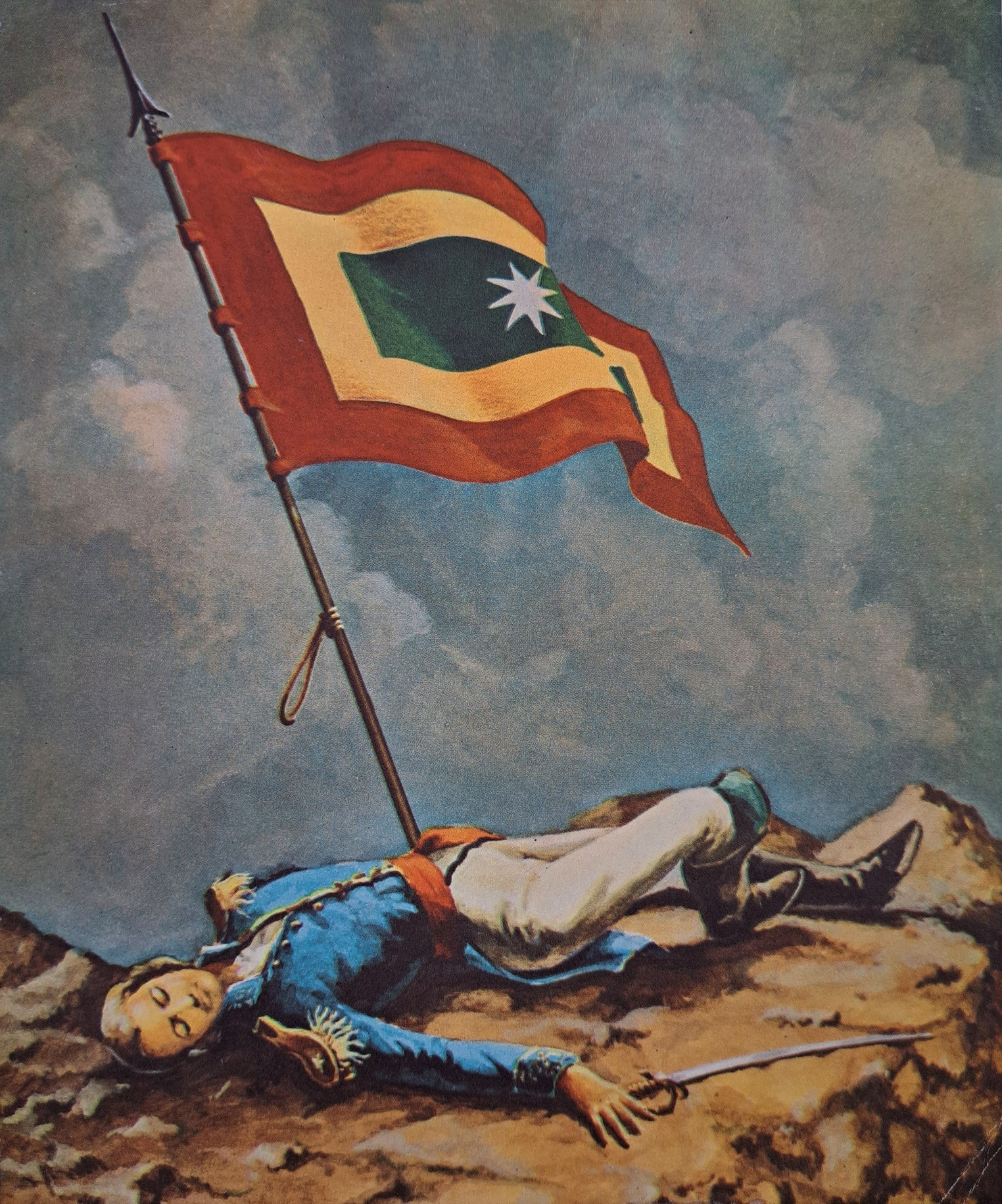
Atanasio Girardot con la bandera cartagenera.

En la pintura Atanasio Girardot está cayendo herido y envuelto en el pabellón amarillo, azul y rojo. Según los historiadores, en realidad fue con el pabellón neogranadino. 